# بخش وردون
بخش وردون (به فرانسوی: Arrondissement de Verdun) یک بخش در فرانسه است که در موز واقع شده‌است.